# Dermatopelte budensis
Dermatopelte budensis är en stekelart som beskrevs av Erdös och Novicky 1951. Dermatopelte budensis ingår i släktet Dermatopelte, och familjen finglanssteklar. Arten är reproducerande i Sverige.